# Nesa (bướm)
Nesa là một chi bướm ngày thuộc họ Lycaenidae.